# Генріх Горст
Генріх Горст (цехове прізвисько «Згідливий»; ?, Гронінген — 1612, Познань) — скульптор епохи Ренесансу, львівський цехмістр.

## Біографія
Походив із міста Гронінгена в Нідерландах. 14 листопада 1573 року вперше згадується у книгах львівського магістрату. 1585 року прийняв міське право. При цьому поручителем виступав Войцех Капінос. Був членом цеху будівничих від його заснування у 1582 році. Мав цехове прізвисько «Згідливий», 1584 року обраний цехмістром.
Брав участь у спорудженні дому Павла Кампіана на площі Ринок та родинної усипальниці Кампіанів при латинському катедральному соборі. Особисто возив свої роботи до Кракова і Познані. Скульптору приписується авторство надгробка святого Яцека у Краківському домініканському костелі Святої Трійці (перероблений на сталлі — фактично втрачений). Єдина підписана робота Горста — двоярусний стінний надгробок Миколая та його сина Ієроніма Сенявських у костелі-каплиці Бережанського замку, виготовлений між 1582 і 1586 роками. Містить гмерк митця і монограму «HHZ» (Генріх Горст Згідливий). Там же розташований надгробок Яна Сенявського (пом. 1583), датований 1584 роком, який Владислав Лозінський приписував Горстові. Мечислав Ґембарович звертав увагу на нижчий рівень виконання фігури, відтак приписував Горсту лише архітектурну частину, а постать Сенявського пов'язував із Себастьяном Чешеком. Тадеуш Маньковський вбачав манеру учнів Горста. Володимир Любченко вважав автором невідомого скульптора італійської школи.
Від того ж року походять три надгробки представників роду Ґурків у місті Ку́рніку Великопольського воєводства (зокрема, Анджея, Лукаша, майже повністю втрачені; Генріхові Горсту початково приписувалися на підставі контракту від 16 вересня 1584 року з познанським воєводою Станіславом Ґуркою, який не зберігся). 5 жовтня 1585 року, як різьбяр та громадянин Львова, записаний в актах суду Познані, де пояснював умови угоди. Надгробки стилістично далекі від манери Горста: це скоріш за все вказує, що контракт не було виконано і роботи виконав інший скульптор. 1585 року виконав дві дерев'яні статуї (лат. Passionis, лат. Resurrectionis) для одного з костелів у Замості. В його роботах відчутний вплив надгробкової пластики (1550—1570 роки) митця-маньєриста Якуба Колійна з Утрехта.
1586 року виїхав, залишивши уповноважених для нагляду за своїми справами у Львові. Від 1589 року проживав у Познані, 1591 року прийняв там міське право (громадянство). В 1593 році уклав контракт на виконання пранґера (стовпа ганьби) перед ратушею в місті, який не був виконаний. 1598 року виконав цимборій і герби до вівтаря познанського костелу святого Мартина (не збереглися).
Мав дім на Новій Гроблі. Був одружений з Барбарою (прізвище невідоме, пом. 1641 р.). Мав дочку Анну, дружину (другий її шлюб) познанського художника Станілава Коссьоровича, сина Лукаша (вбитий у 1612 р.).